# Onot
L'Onot (en russe : Онот), dans le cours supérieur Ospa (en russe : Оспа) est une rivière de Russie qui coule en république autonome de Bouriatie et dans l'oblast d'Irkoutsk en Sibérie orientale. C'est un affluent de la Malaïa Belaïa en rive gauche, donc un sous-affluent de l'Ienisseï par la Malaïa Belaïa, la Bolchaïa Belaïa, puis par l'Angara.

## Géographie
Le bassin versant de l'Onot a une superficie de 1 970 km2 (surface de taille équivalente à celle du département français des Yvelines, ou encore, à la moitié de celle de la province de Hainaut en Belgique). Son débit moyen à l'embouchure est de 40,3 m3/s. 
L'Onot prend sa source à l'ouest de la Bouriatie, sur le territoire du raïon Okinski, dans les monts Saïan orientaux, non loin des sources du Kitoï et de l'Irkout. Après sa naissance, la rivière coule vers l'est sur une trentaine de kilomètres, puis effectue une boucle vers le nord, et quitte bientôt la zone des Saïan  pour aborder son piémont, frange sud bien arrosée du plateau de l'Angara. Elle se dirige ainsi vers le nord, puis le nord-est et enfin vers l'est, et finit par se jeter dans la Malaïa Belaïa en rive gauche, quelques kilomètres en amont de la localité de Ioulinskiy.
L'Onot est habituellement prise dans les glaces depuis la deuxième quinzaine d'octobre ou la première quinzaine de novembre, jusqu'à la fin du mois d'avril ou au début du mois de mai.
La rivière présente des crues annuelles en été, de mai à septembre. La période d'étiage se déroule en hiver. 

## Hydrométrie - Les débits mensuels à Onot
Le débit de l'Onot a été observé pendant 32 ans (de 1959 à 1990) à Onot, station hydrométrique située à 26 kilomètres de son confluent avec la Malaïa Belaïa et à une altitude de 584 mètres. 
Le débit inter annuel moyen ou module observé à la station d'Onot sur cette période était de 40,3 m3/s pour une surface incluse dans l'observation de 1 970 km2, soit la quasi-totalité du bassin versant de la rivière.
La lame d'eau écoulée dans le bassin atteint ainsi le chiffre de 656 millimètres par an, ce qui peut être considéré comme très élevé, du moins dans le contexte sibérien qui connaît généralement des chiffres fort inférieurs. 
Cours d'eau alimenté avant tout par les pluies de la saison estivale, l'Onot a un régime pluvial. 
Les hautes eaux se déroulent au printemps et en été, de mai à septembre, avec un sommet en juillet-août, lequel correspond au maximum pluviométrique de l'année.
Au mois d'octobre puis de novembre, le débit de la rivière chute fortement, ce qui constitue le début de la période des basses eaux. Celle-ci a lieu de la novembre à avril inclus. 
Le débit moyen mensuel observé en mars (minimum d'étiage) est de 4,41 m3/s, soit moins de 4 % du débit moyen du mois de juillet (112 m3/s), ce qui souligne l'amplitude importante des variations saisonnières, mais correspond aux valeurs observées sur la plupart des cours d'eau du plateau de l'Angara.
Ces écarts de débit mensuel peuvent être plus marqués d'après les années : sur la durée d'observation de 32 ans, le débit mensuel minimal a été de 1,45 m3/s en février 1977, tandis que le débit mensuel maximal s'élevait à 200 m3/s en juillet 1962.
En ce qui concerne la période estivale, libre de glaces (de juin à septembre inclus), le débit minimal observé a été de 33,7 m3/s en septembre 1986, ce qui restait toujours très appréciable, voire abondant.  